# Ghindărești
Ghindărești (ros. Новенькое, Nowieńkoje) – wieś w Rumunii, w okręgu Konstanca, w gminie Ghindărești. W 2011 roku liczyła 1973 mieszkańców.